# Gallate d'épigallocatéchine
Le gallate d'épigallocatéchine (EGCG) est l'ester d'épigallocatéchine et d'acide gallique. C'est le flavanol le plus abondant du thé, connu pour être un puissant antioxydant. On le trouve essentiellement dans le thé blanc, le thé vert et, dans une moindre mesure, le thé noir — lors de la production de ce dernier, les flavanols sont convertis essentiellement en théaflavines et en théarubigines. On le trouve également dans de nombreux légumes, dans les fruits à coque ainsi que dans la poudre de caroubier à un taux de 1,09 mg·g-1. Sa structure est susceptible d'être modifiée à haute température par épimérisation mais la réaction est assez lente de sorte que la quantité de gallate d'épigallocatéchine demeure stable même dans l'eau bouillante pendant plusieurs minutes.
Le gallate d'épigallocatéchine est un inhibiteur de plusieurs enzymes, notamment :
- l'histone acétyltransférase[5] ;
- l'ADN méthyltransférase[6] ;
- l'acide gras synthase[7] ;
- la glutamate déshydrogénase[8] ;
- les ADN topoisomérases I et II[9] ;
- l'acide L-aminé aromatique décarboxylase[10] ;
- la 11β-hydroxystéroïde déshydrogénase (en).